# Stößenseebrücke
Die Stößenseebrücke ist eine Stahl-Fachwerkbrücke über den Stößensee und die Havelchaussee im Berliner Bezirk Spandau.
Die denkmalgeschützte Brücke aus den Jahren 1908/1909 ist ein Teil der Heerstraße (Bundesstraße 2/5) und verbindet den Spandauer Ortsteil Wilhelmstadt mit dem Ortsteil Westend im Bezirk Charlottenburg-Wilmersdorf. Bei dem Bau der Heerstraße lag das größte technische und finanzielle Problem in der Überbrückung der Havelniederung, zu der der Stößensee, ein Havelaltarm, gehört. Unter mehreren Varianten, darunter eine zusätzliche und 250 Meter lange Brücke über die Scharfe Lanke, entschieden sich die Planer für eine Trassenführung, die mit zwei Brücken – über die Havel und den Stößensee – auskam. Hinsichtlich der Varianten der Stößenseebrücke wurde die „kleine“ Lösung mit einer Dammaufschüttung und einer rund 100 Meter langen Brücke statt einer Brücke über den Gesamtsee gewählt.
Die Brücke besteht aus einem System von Kragträgern mit angeschlossenen Schleppträgern und hat eine Spannweite von rund 50 Metern. Sie geht auf Planungen des Bauingenieurs Karl Bernhard zurück.

## Überbrückung der Havelniederung
Gemeinsam mit der 800 Meter westlich folgenden Freybrücke, die über die 1880/1881 in diesem Bereich kanalisierte Havel führt, überspannt die Stößenseebrücke die Gewässer der Havelniederung. Der Stößensee ist eine Ausbuchtung von Havelaltarmen, deren Reste im Bereich der Tiefwerder Wiesen mit dem Faulen See, dem Hohlen Weg und dem Hauptgraben erhalten sind. Das Ostufer des Stößensees steigt zum Grunewald, das Westufer zum Pichelswerder an – beide Teil des Nordwest-Ausläufers des Teltowplateaus, das die Havel nach Westen begrenzt. Der ursprüngliche weichselglaziale Rinnsee beziehungsweise der spätere Havelaltarm hatte sich in den Rand des Plateaus gegraben, sodass die für Berliner Verhältnisse ungewöhnliche Brückenhöhe von rund 25 Metern realisiert werden musste. Aus landschaftsplanerischen Gründen und um Kosten zu sparen und nicht den gesamten Stößensee mit einer Länge von rund 350 Metern überbrücken zu müssen, wurde der Stößensee vom Pichelswerder aus mit einem Damm aufgeschüttet und bis auf eine offengehaltene Fahrrinne zweigeteilt. Über die Seeteilung hinaus banden die Aufschüttung und die Brücke die bisherige Insel Pichelswerder an das westliche Land an und machten aus dem Werder die heutige Halbinsel.

## Planung

### Teil der Döberitzer Heerstraße, Bauherr
Die Brücke war Teil des Gesamtprojekts Döberitzer Heerstraße, die zwischen 1903 und 1911 in Verlängerung des Kaiserdamms als direkte Verbindung vom Berliner Schloss über die bis zu ihrer Eingemeindung nach Groß-Berlin im Jahr 1920 selbstständigen Städte Charlottenburg und Spandau zum Truppenübungsplatz Döberitz gebaut wurde. Der Ost-West-Straßenzug umfasst die heutigen Straßen Unter den Linden, Straße des 17. Juni, Bismarckstraße, Kaiserdamm, Heerstraße und nach der Berliner Stadtgrenze die Hamburger Chaussee in Dallgow-Döberitz. Die aus militärischen Gründen gebaute Straße war von Beginn an öffentlich und erschloss den westlichen Grunewald und den Pichelswerder für den Berliner Ausflugsverkehr.

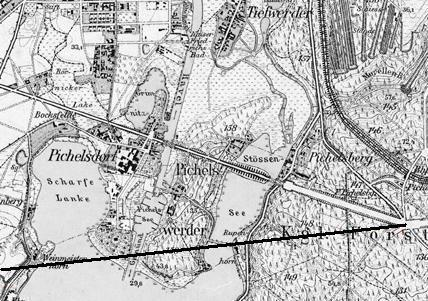
Führung der Heerstraße durch die Havelniederung mit Knick am Scholzplatz auf einer Karte um 1910. Die untere schwarze Linie zeigt die Entwurfslinie (nach Karl Bernhard) bei schnurgerader Weiterführung ohne Knick, die eine Überbrückung auch der Scharfen Lanke erfordert hätte

Das Gelände der Brücke gehörte zur Zeit des Baus zum Gutsbezirk Grunewald-Forst (1914 teils im Gutsbezirk Heerstraße aufgegangen) im Landkreis Teltow. Während am Gesamtprojekt der Militär-, Finanz- und Forstfiskus sowie Berlin, Charlottenburg, Spandau, der Landkreis Teltow, der Landkreis Osthavelland und einige Gemeinden finanziell beteiligt waren, lag die Finanzierung der Stößenseebrücke weitgehend beim Forstfiskus, den die Berliner Denkmaldatenbank als Bauherren der Brücke angibt.

### Varianten und Kosten
Die ansonsten schnurgerade Ost-West-Achse des gesamten Straßenzuges macht einen einzigen Knick und wendet sich am Scholzplatz leicht nach Nordwesten. Die angeblich von Kaiser Wilhelm II. per Lineal gezogene Streckenführung war aus Kostengründen, die den Schwierigkeiten zur Überbrückung der Havelniederung geschuldet waren, nicht einzuhalten. Die schnurgerade Weiterführung hätte nicht nur die Überbrückung der Havel und des Stößensees erforderlich gemacht, sondern auch der Scharfen Lanke. Hier hätte eine 250 Meter lange Brücke gebaut werden müssen. Die Kosten für diese Variante wurden mit 16,9 Millionen Mark veranschlagt, davon entfielen zehn Millionen allein auf Scharfe-Lanke-Brücke. Eine abgespeckte Version mit Dammaufschüttungen in allen berührten Gewässern und jeweils kürzeren Brücken hätte immer noch 11,2 Millionen Mark gekostet. Die gewählte Variante mit der leicht abknickenden Streckenführung ließ die Scharfe Lanke südlich unberührt liegen. Zwar erreichte die nach dem Knick einfach schnurgerade weiter gezogene Straße den Truppenübungsplatz Döberitz an anderer Stelle als geplant, doch erschien die Abweichung angesichts der deutlich reduzierten Kosten und weiterer Vorteile allen Beteiligten vertretbar. Die Stößenseebrücke einschließlich des Damms und die Freybrücke schlugen mit dem vergleichsweise geringen Betrag von 2,54 Millionen Mark zu Buche. Davon entfielen auf die Stößenseebrücke 850.000 Mark und auf den Damm 550.000 Mark.

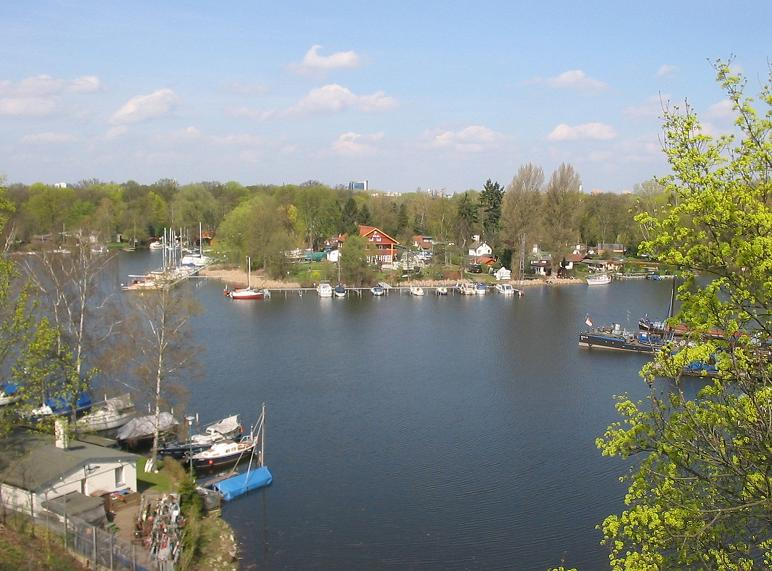
Blick von der Brücke auf den nördlichen Teil des Stößensees

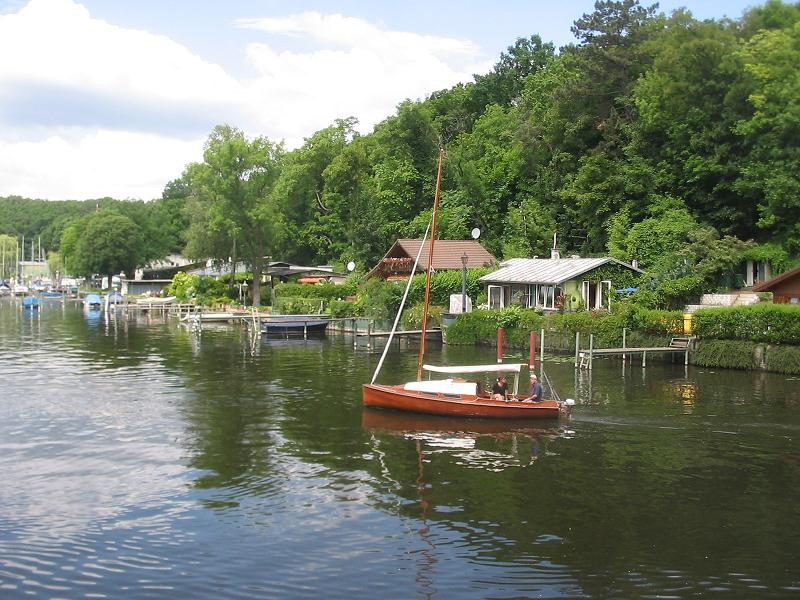
Bewachsene Südflanke des aufgeschütteten Damms, im Hintergrund links der Pichelswerder, Blick nach Nordwesten

Sowohl die am Straßenbau beteiligten Planer wie auch die Brückeningenieure bemühten sich, die Eingriffe in die Natur so schonend wie möglich zu gestalten und das Landschaftsbild möglichst wenig zu beeinträchtigen. So fiel die Entscheidung für die kleine Stößenseebrücke mit dem Damm statt einer großen Brücke über den gesamten See nach Darstellung von Adolf Frey aus landschaftsplanerischen Gründen, nachdem der Oberbaurat Hoßrat Skizzen mit Auswirkungen der Varianten auf das Landschaftsbild angefertigt hatte. Danach schien ein „Damm, wenn er nach Art der anliegenden Ufer mit Vorland ausgebaut und entsprechend bepflanzt würde, das Landschaftsbild weniger [zu] beeinträchtigen als eine [große] Brücke.“ Für den rund 350 Meter langen und 125 Meter breiten Damm wurden Abträge der Heerstraße und aus der Verbreiterung eines nahe gelegenen Tals verwendet.

### Probleme beim Dammbau
Die vorstehenden Informationen stammen aus Artikeln, die der Brückenkonstrukteur Karl Bernhard und der Leiter des Heerstraßenbaus, der Charlottenburger Geheim- und Oberbaurat Adolf Frey, 1911 veröffentlichten (nach Frey wurde 1913 die benachbarte Freybrücke benannt, die bis dahin Havelbrücke hieß). Es scheint bei der Anlage des Damms Probleme gegeben zu haben, die die beiden Projektbeteiligten nicht darstellten. Die Morgenausgabe des Berliner Tageblatts berichtete am 1. März 1907:

„Fünfzig Meter Damm versunken. Der Bau der Döberitzer Heeresstraße scheint im Stößensee einen unergründlichen Gegner gefunden [zu] haben. Schon wiederholt war der in dieser sumpfigen Ausbuchtung der Havel aufgeschüttete Kiesdamm in die Tiefe gesunken.“

Vier Jahre nach der Fertigstellung des Damms stellte der Kommunalpolitiker, Geschichts- und Heimatforscher Ernst Friedel fest, dass die Planer sich vielleicht für eine längere Brücke entschieden hätten, wenn sie um die Probleme und die tatsächlichen Kosten der Aufschüttung gewusst hätten:

„Man hat sich dabei über die Untergrundverhältnisse dieses uralten, vermoderten und verwachsenen Sees gründlich getäuscht. Hätte man gewußt, daß erst in der enormen Tiefe von 35 Metern fester Grund zu finden sei, und daß die belastete Aufschüttung beiderseits Monate hindurch unablässig in die Höhe quoll, ehe man mit Pfahl- und Faschinenwerken das Ausweichen der emporgepreßten Schlammmassen stillen und bändigen konnte, so würde man vielleicht eine längere Brücke als billiger bevorzugt haben.“

Insgesamt erforderte die Aufschüttung rund eine Million m³ Boden. Die Faulschlamm-Massen wurden mit Wasser zu einem fließenden Brei verrührt und durch Schläuche in den nördlichen, verlandeten Teil des Sees gedrückt.

## Ausführung der Brücke

### System der Brücke
Angeregt durch die Pariser Straßenbrücken beim Besuch der Weltausstellung 1900 ging Karl Bernhard dazu über, „gefällige eiserne Brücken ohne Architekten“ zu entwerfen, deren Linienführung nur „durch die Wechselwirkung von statischen und ästhetischen Gesichtspunkten zustande“ kommen sollte. Für die Treskowbrücke entwickelte er 1903 einen Fachwerkbogen mit Zugband und abgehängtem Mittelfeld, der mit Eisenträgern unter den Seitengewölben die Tragglieder der Brücke bildete. Während er das System auch bei der Stubenrauchbrücke und benachbarten Freybrücke anwendete, wählte Kaiser Wilhelm II. aus mehreren Vorschlägen Bernhards für die Stößenseebrücke eine andere Variante aus: ein System aus Kragträgern mit angeschlossenen Schleppträgern.

„Die landseitige Öffnung wurde durch einen Fachwerkträger überspannt, der auf einem am Landabhange gemauerten und auf einem in der Uferlinie auf Pfahlrost gegründeten Pfeiler auflagert und einen Kragträger über die seeseitige Öffnung hinausstreckt. Am Ende dieses Kragträgers ist ein Schleppträger eingehängt, der den Senkungen des Dammes folgen und über seinem dammseitigen Auflager später wieder nach Bedürfnis bis in die richtige Lage hochgeschraubt werden kann. Bei vollbelastetem Kragträger entstehen auf dem landseitigen Auflager geringe Zugspannungen; nahezu die Gesamtbrückenlast […] ruht dann also auf dem mittleren Auflager.“

### Konstruktion
Durch die Brückenauflage auf der Grunewald- und Dammseite ergab sich für die Fahrbahnoberkante eine Höhe von rund 20 Metern über Mittelwasser, sodass das Tragwerk unter der Fahrbahn, die ein einseitiges Gefälle von 1:200 aufweist, angeordnet werden konnte. Die festen Auflager des Mittelträgers sind als Kipplager ausgebildet und bestehen aus einem oberen Sattelstück und dem unteren Lagerkörper mit dem Kugelzapfen. Das Dammauflager ist für den Fall, dass sich die Schüttung setzen sollte, bis zu 20 cm in der Höhe nachstellbar. Mit einer Fingerkonstruktion stellten die Konstrukteure das Grunewaldauflager wegen der zu erwartenden Bewegungen des Dammauflagers für Veränderungen bis zu ± 14 cm ein. Die Auskragung beträgt 29,17 Meter, sodass sich für die Schleppträger eine Spannweite von 20,83 Meter ergibt. Die vier Hauptträger verlaufen als Fachwerkträger im Obergurt ganz, im Untergurt nur im mittleren Teil parallel zur Fahrbahn. Die Füllung besteht aus Strebenfachwerk. Die untere Gurtung ist aus „Schönheitsrücksichten“ stark gekrümmt. Ihrem klaren Lineament sollte „das Auge des Beschauers“ folgen.
Der mächtige Grunewaldpfeiler besteht aus vier Stützpfeilern, die durch Eisenbetongewölbe versteift sind, die wiederum die Erde aufnehmen. Der Pfeiler ist weitgehend mit rau bossiertem Granit verkleidet und teils mit Findlingen gepflastert. Im Brückenkopf weitet er sich zu einer Aussichtskanzel. Die Endpfeiler auf dem Damm sind dreiteilig, tragen die Brückenlager und stützen die Hinterfüllung ab. Da die sandige Dammseite keinen festen Stützpunkt bildet, fällt die Hauptlast dem Mittelpfeiler zu, der in der Mitte der rund 100 Meter langen Strecke neben der offengehaltenen Schifffahrtsrinne steht. Er trägt eine Gesamtlast von 3900 Tonnen, die sich auf in den Untergrund eingelassene Pfähle mit einem Meter Abstand und je 20 Tonnen Last verteilt. Auf den Pfählen ruht die Fundamentsohle, die rund 3,14 Meter unter Mittelwasser (29,81 m ü. NHN) und rund 2,30 Meter unter Niedrigwasser (28,97 m ü. NHN) liegt. Das Bankett hat eine Höhe von zwei Metern und die runden Auflagersteine, deren Oberkante 1,09 Meter über Hochwasser (31,25 m ü. NHN) liegt, haben einen Durchmesser von 2,43 Meter. Eine Aufmauerung des zentralen Pfeilers kam zur Schonung der Natur und zum Freihalten der Sicht nicht in Frage. Er wurde deshalb aus vier Korbbögen mit drei Mittelpunkten gebildet, die vom tiefliegenden Lager zunächst steil ansteigen und dann tangential in die an den Enden etwas ansteigenden Untergurte der Fachwerkträger übergehen. Die vier Hauptträger sind im Abstand von je 5,85 Meter angeordnet. Die äußeren Hauptträger tragen auf Kragarmen die Fußwege, während die Fahrbahn auf kurzen Kragarmen an den inneren Hauptträgern eingehängt ist. Die gesamte Straßenbreite liegt bei 24 Meter, davon entfallen je vier auf die Gehwege und 16 auf die Fahrbahn. Bei den Hauptträgern legte Bernhard ursprünglich eine Belastung von 500 kg/m² für Fahrbahn und Fußwege zugrunde.
Das Tragwerk wurde aus Flußeisen, die Lager, Gelenke und Ausdehnungsvorrichtungen aus Gusseisen hergestellt. Den Unterbau errichtete die Aktiengesellschaft für Hoch- und Tiefbau, Frankfurt/Main, den Überbau die Berliner Firma Belter und Schneevogel. 1908 ging die Brücke in Bau und war ein Jahr später fertiggestellt. Auf den beiden Gehsteigen der Charlottenburger Seite kündigen zwei wuchtige Granittore die Brücke an. Sie öffnen steile Treppen, die am Hang hinunter zur Havelchaussee und zum See führen (für Fahrräder besteht neben der südlichen Treppe eine schmale Schiebespur). Am südlichen Portal beginnt zudem der Havelhöhenweg.
Seine Konzeption, Ästhetik ohne architektonisches Beiwerk zu erreichen, behielt Bernhard auch bei der Stößenseebrücke bei. Die bauliche „Gestaltung der Kragarme in Verbindung mit den Hauptträgern, der Randträger mit den Geländern d. h. der ganzen über die Hauptträger auskragenden Fußwege“ veranschauliche, wie Bernhard schreibt, die „einheitliche[n] baukünstlerische[n] Wirkung des reinen Eisenbaus ohne architektonisches Beiwerk.“

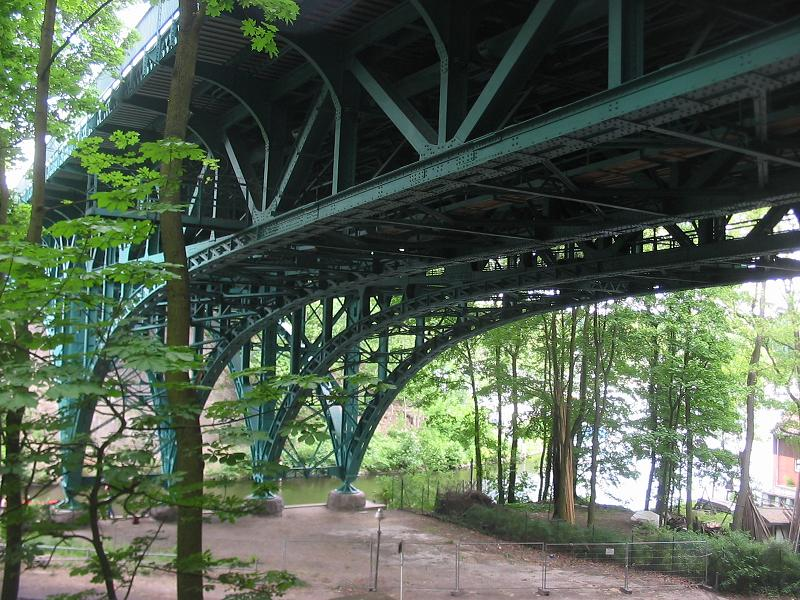
Unterbau der Brücke (Blick in Richtung des Damms)
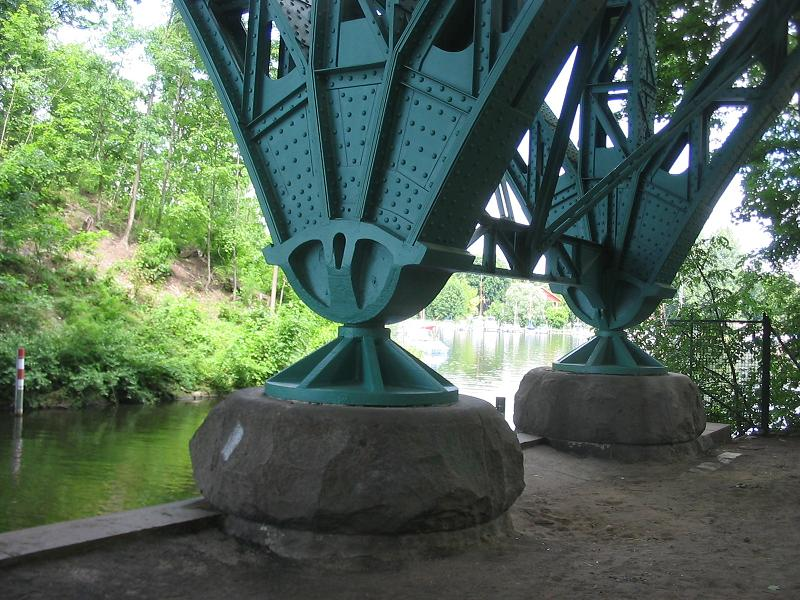
Zwei der vier Auflager des Mittelpfeilers
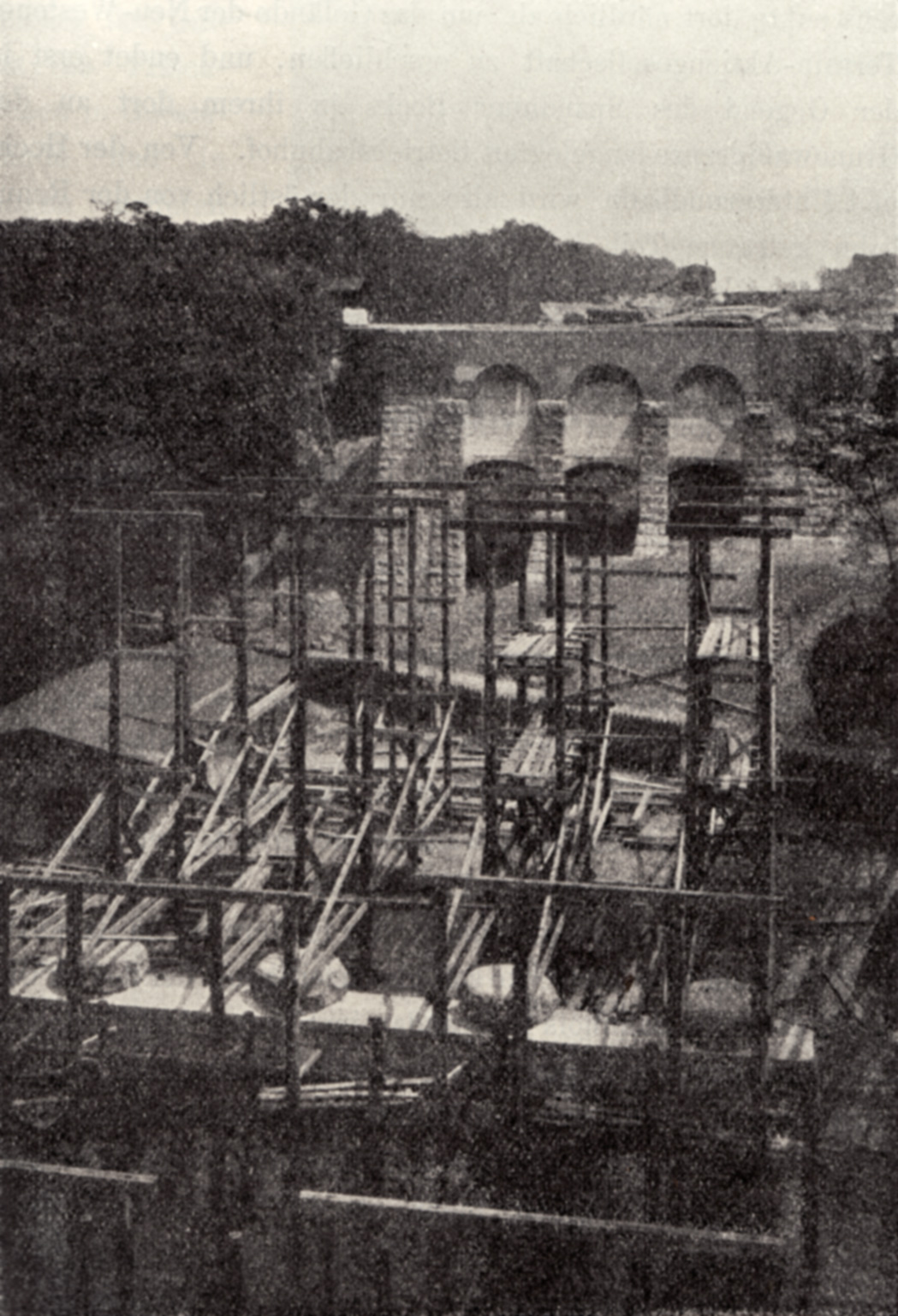
Blick auf den Landpfeiler während des Baus 1908/1909 (im Vordergrund die vier runden Auflagersteine des Mittelträgers)
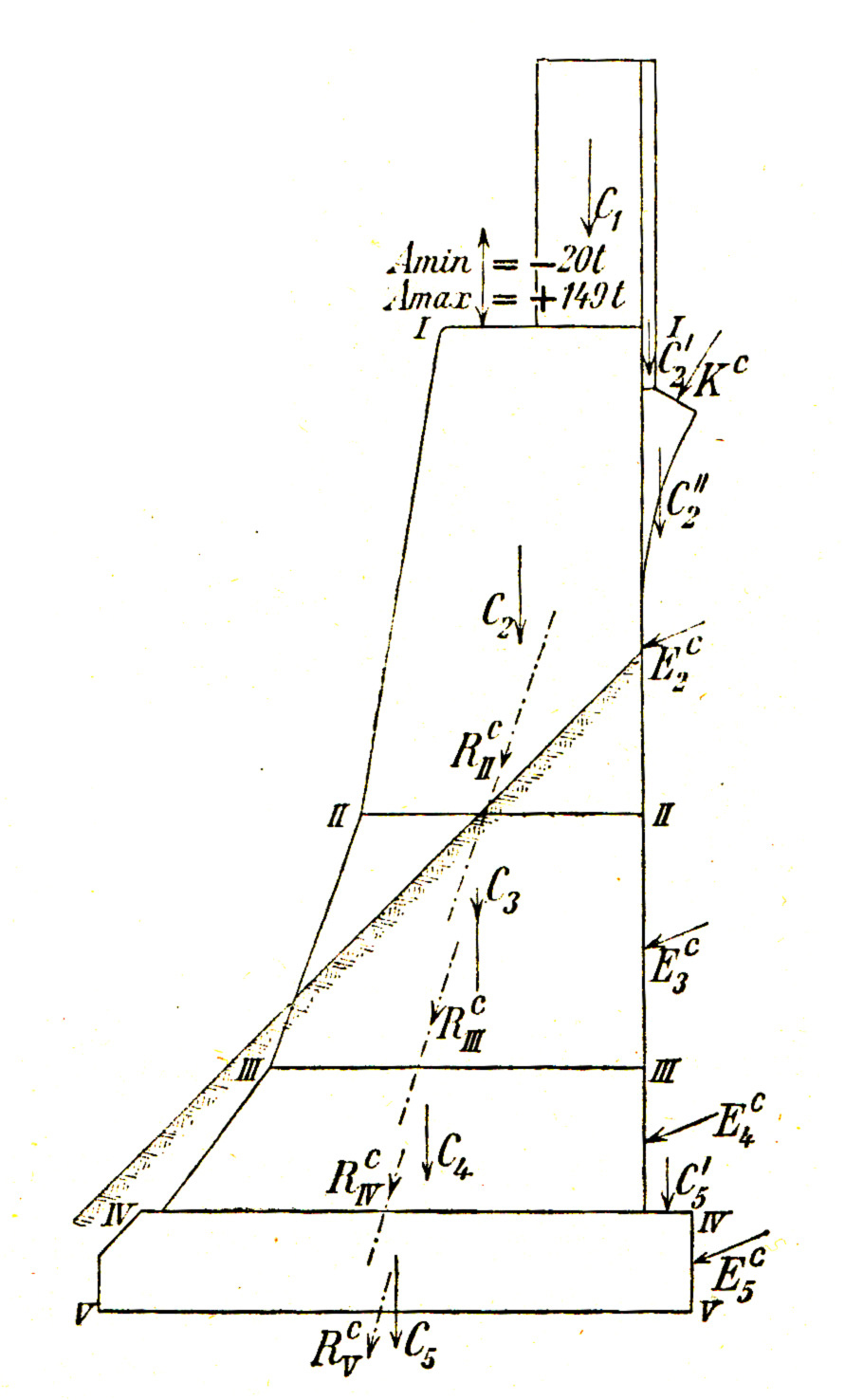
Schnitt durch den Landpfeiler
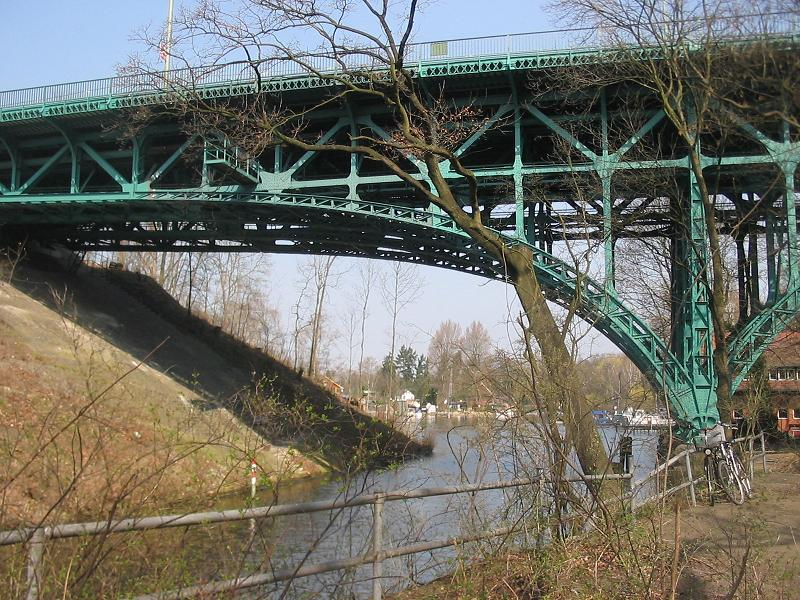
Überbrückung der verbliebenen Schifffahrtsrinne des zweigeteilten Stößensees (links Dammaufschüttung, Mittelpfeiler der Brücke, rechts Grunewaldseite, Blick nach Nord-West)

### Wiederaufbau, Instandsetzungen und Transitverkehr
Im Zweiten Weltkrieg wurde die Brücke zerstört. Sehr wahrscheinlich wurde sie 1945 wie die Freybrücke von der deutschen Wehrmacht gesprengt, um die sowjetischen Truppen am weiteren Vordringen nach Berlin zu hindern. Der Wiederaufbau erfolgte zwischen 1948 und 1951. Laut Eintrag in der Landesdenkmalliste wurde die Brücke 1959 umgebaut. Von Juli bis Oktober 2001 führte das Land Berlin Instandsetzungsarbeiten durch, weil der südwestliche Sockel in Schräglage geraten war. Zudem wies der gepflasterte Böschungskegel in diesem Bereich Setzungsrisse und Deformationen auf. Der Verkehr auf der Brücke konnte in dieser Zeit, etwas eingeengt, weiter geführt werden.
Zur Zeit der deutschen Teilung floss der Transitverkehr nach Hamburg über die Stößenseebrücke. Die Verbindung war zudem vor dem Ausbau der Autobahn 24 die einzige Transitstrecke in Form einer Landstraße, sodass sie auch von Radfahrern zwischen West-Berlin und dem damaligen Bundesgebiet benutzt werden konnte. Heute ist die Heerstraße eine von vielen Ein- und Ausfallstraßen, die die Berliner Innenstadt mit den westlichen Bezirken und dem brandenburgischen Umland, unter anderem mit dem Einkaufszentrum Havelpark in Dallgow-Döberitz und dem Factory-Outlet-Center in Elstal sowie mit dem Berliner Autobahnring (Anschlussstelle 26 – Berlin-Spandau), verbinden. Die Fortsetzung der Heerstraße als B 5 im Bundesland Brandenburg heißt Hamburger Chaussee. Sie führt in das Havelland, kreuzt den Berliner Autobahnring und verläuft über Hamburg bis zur dänischen Grenze. Derzeit (Stand: 2010) rollen über die Stößenseebrücke täglich rund 70.000 Fahrzeuge.

## Klettersport

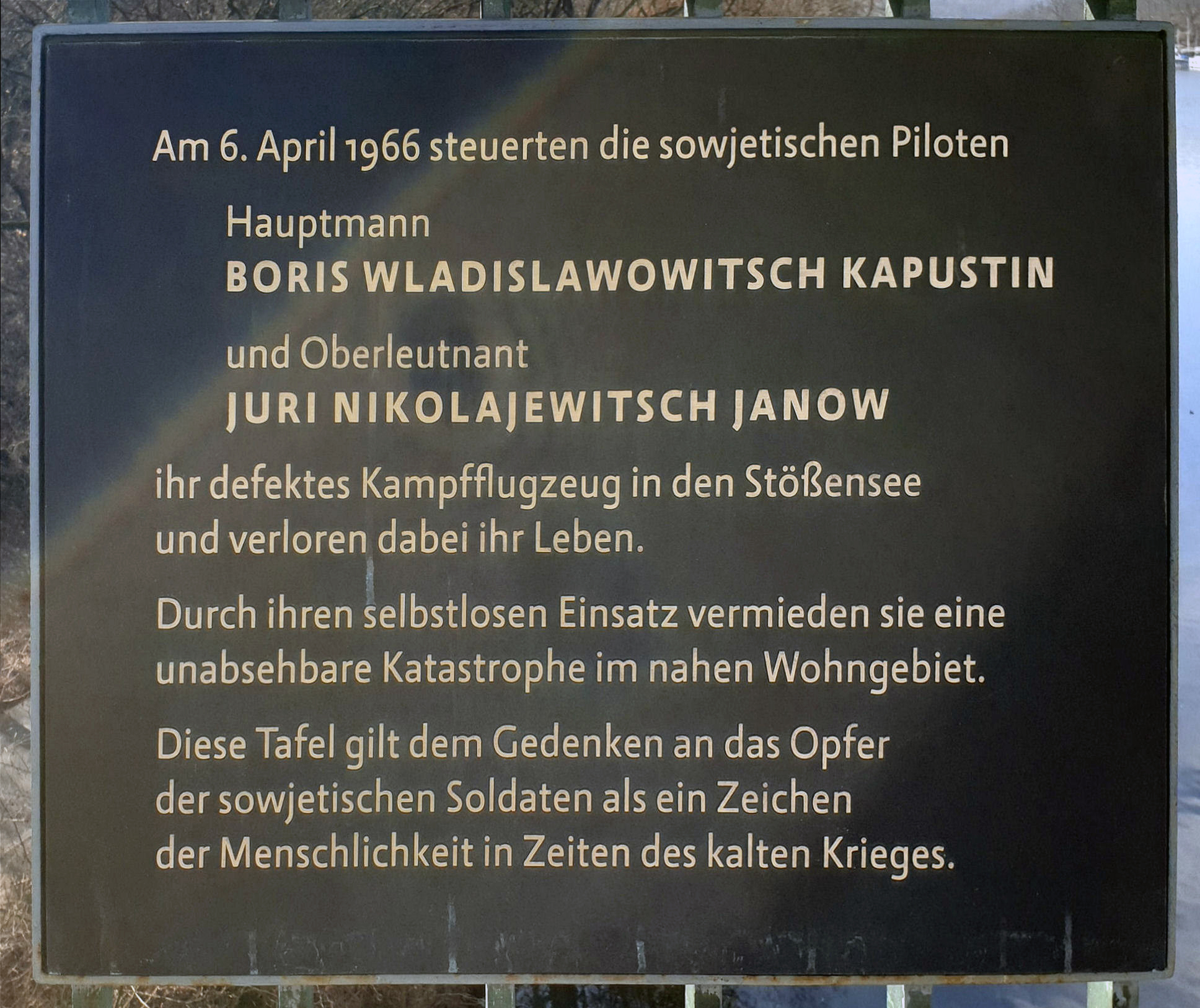
Gedenktafel am Brückengeländer

Die über 20 Meter hohe Steinwand des Landpfeilers nutzen Klettersportler zur Übung. Zwar ist der Sport nicht gestattet, wurde aber, zumindest noch im Jahr 2011, geduldet. Allerdings wird Klettergruppen und -Vereinen eine Anmeldung auf der Spandauer Polizeiwache empfohlen. Der griffige Naturstein bietet Routen von 4− bis 7+. Im Vorstieg kann aufgrund weniger Haken nur bedingt geklettert werden. Für die Toprope-Sicherung sind Ringe am Brückenkopf vorhanden.